# Lise Tautin
Lise Tautin est une comédienne et chanteuse française née le 31 janvier 1834 à Yvetot (Seine-Inférieure) et morte en mai 1874 à Bologne (Italie).

## Biographie
De son vrai nom Louise-Émelie-Victorine Vaissière, elle est la fille de Jacques-Adolphe Vaissière, peintre et comédien au théâtre du Palais-Royal, et de Victorine-Adélaïde Marcotte, couturière. Elle fait très jeune ses débuts en province puis au théâtre du Vaudeville de Bruxelles en 1850. Mais c'est à Lyon que Jacques Offenbach la remarque et l'engage pour son théâtre des Bouffes-Parisiens en 1857, en compagnie de son père. 
Soprano d'une grande agilité, elle y crée les principaux rôles féminins du compositeur : Aspasie dans Une demoiselle en loterie et Fanchette dans Le Mariage aux lanternes (1857), Croûte-au-pot dans Mesdames de la Halle et Minette dans La Chatte métamorphosée en femme (1858), Rosita dans Un mari à la porte, Gracioso  et Isoline dans Geneviève de Brabant (1859), Constantine, les Bouffes, la 3e Geneviève et le Diapason dans Le Carnaval des revues (1860), Catarina Cornarino dans Le Pont des Soupirs et Ernestine dans Monsieur Choufleuri (1861). Mais c'est dans le rôle d'Eurydice d'Orphée aux Enfers (1858) qu'elle connaît son plus grand succès. 
Elle entre aux Variétés en 1862 où elle crée La Boîte au lait de Jules Noriac et Eugène Grangé (qu'Offenbach mettra en musique en 1876), puis remplace ponctuellement Hortense Schneider dans La Belle Hélène et La Grande-duchesse de Gérolstein. Lasse de jouer les doublures, elle retourne aux Bouffes en 1865 pour créer Les Bergers et reprendre Orphée aux Enfers, avant de regagner les Variétés en 1867 où elle recrée son rôle de Catarina dans la nouvelle version du Pont des soupirs.
Elle entreprend à partir de 1869 une tournée qui la mène de Saint-Pétersbourg à Buenos Aires, mais contracte la variole à Constantinople et meurt sur le trajet du retour à Bologne à seulement à 40 ans.